# 屈恩巴赫
屈恩巴赫（德語：Kürnbach）是德国巴登-符腾堡州的一个市镇。总面积12.67平方公里，总人口2286人，其中男性1124人，女性1162人（2011年12月31日），人口密度180人/平方公里。